# رستم‌آباد (رودبار جنوب)
رستم‌آباد (رودبار جنوب)، روستایی از توابع بخش مرکزی شهرستان رودبار جنوب در استان کرمان ایران است.

## جمعیت
این روستا در دهستان رودبار قرار دارد و براساس سرشماری مرکز آمار ایران در سال ۱۳۸۵، جمعیت آن ۳۹ نفر (۵خانوار) بوده‌است.